# Ігри розуму
«І́гри ро́зуму» (англ. A Beautiful Mind, дослівно «Блискучий розум») — біографічна драма режисера Рона Говарда за однойменною книгою Сильвії Назар. Фільм отримав чотири «Оскари» (найкращий фільм, адаптований сценарій, режисура, акторка другого плану — Дженніфер Коннеллі), «Золотий глобус» (найкращий фільм — драма) і відзначений кількома призами BAFTA. Прем'єра відбулася 21 грудня 2001 року в США. Стрічка позитивно сприйнята критикою та зібрала понад 300 млн доларів в усьому світі. На 1 березня 2024 року фільм займав 149-ту позицію у списку 250 кращих фільмів за версією IMDb.

## Сюжет
Джон Форбс Неш — відомий математик. На його рахунку революційні досягнення в галузі квантової механіки та теорії ігор. Йому належить Нобелівська премія в галузі економіки 1994 року. Однак фільм не про математику, а про страшну хворобу, яка розмиває межу між ілюзією та реальністю — шизофренію.
Місце дій — Принстон, один із найпрестижніших університетів і наукових центрів США, куди й потрапляє у 1940-х хлопчик-геній Джон Неш. Неша не можна назвати душею компанії, тому що вільний час він проводить над дослідженням математичних теорій. Але не варто думати, що Джон робить це заради слави чи грошей: його цікавить сама по собі математика. Не варто також думати, що в особі Неша перед нами постане університетський «зубрило»: він відмовляється відвідувати лекції, мотивуючи це тим, що нічого нового він там не довідається, а відвідування відбирає дорогоцінний час.
Одного разу на очі Нешу потрапляє дуже цікава дівчина Алісія Лард, про яку мріє кожен його однокурсник, і йому раптово до голови приходить стратегія завоювання серця окремої жінки. Тож після безсонної ночі Неш народжує теорію ігор, концепцію, яку сьогодні широко застосовують у математиці й економіці.

## У ролях
| Актор              | Роль           |
| ------------------ | -------------- |
| Рассел Кроу        | Джон Форбс Неш |
| Дженніфер Коннеллі | Алісія Неш     |
| Ед Гарріс          | Вільям Парчер  |
| Крістофер Пламмер  | доктор Розен   |
| Пол Беттані        | Чарльз Герман  |
| Адам Голдберг      | Річард Сол     |

| Актор                 | Роль           |
| --------------------- | -------------- |
| Джош Лукас            | Мартін Хансен  |
| Ентоні Репп           | Бендер         |
| Джейсон Грей-Стенфорд | Ейнслі Нільсон |
| Джадд Хірш            | Хелінгер       |
| Остін Пендлтон        | Томас Кінг     |
| Вів'єн Кардон         | Марсі Герман   |

## Нагороди
Фільм отримав 4 премії «Оскар» за найкращий:
- фільм;
- адаптований сценарій;
- режисуру — Рон Говард;
- акторку другого плану — Дженніфер Коннеллі.

Також фільм здобув нагороду «Золотий глобус» та кілька премій BAFTA.

## Розбіжності з реальною біографією

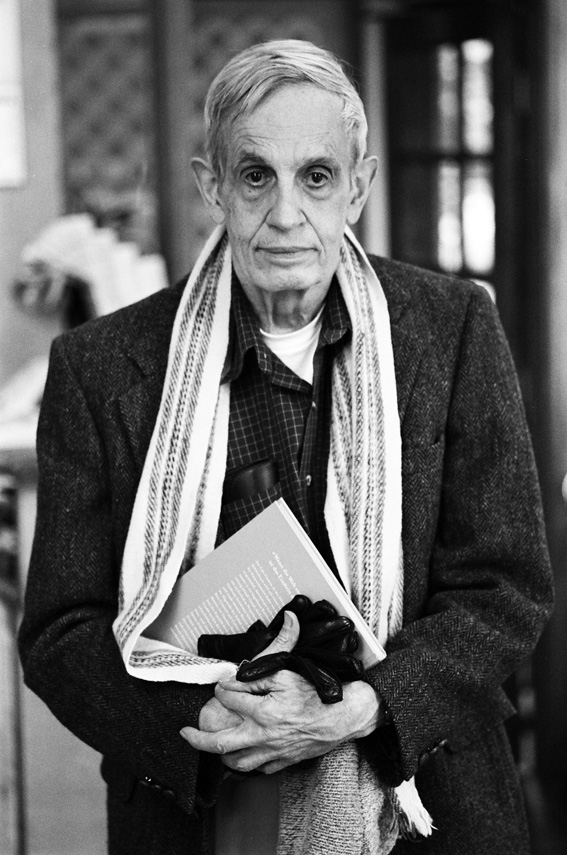
Джон Неш у 2006 році.

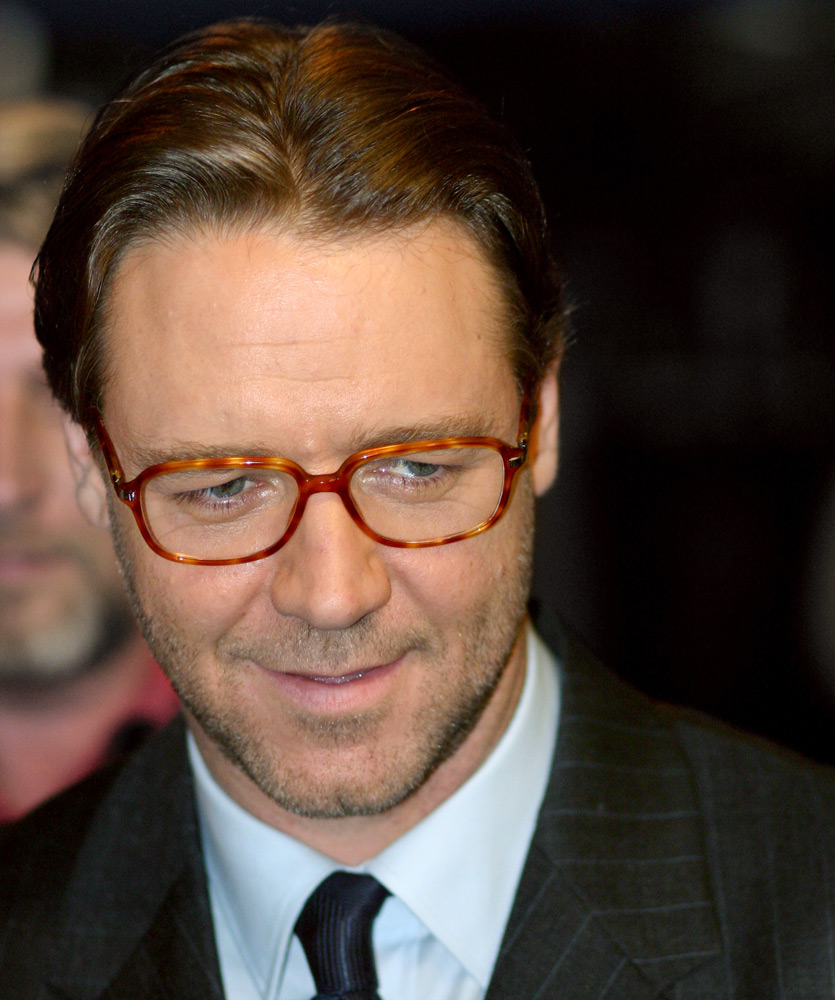
Рассел Кроу в жовтні 2005 року.

Сценарій написано за мотивами книги Сильвії Назар, біографки Джона Неша. Проте Сильвія Назар назвала фільм «далекою від реальних подій вигадкою творців, яка, однак, саму суть життя Неша передає правильно». 
Творці картини не мали на меті знімати фільм-біографію, кінематографічна інтерпретація життя Джона Неша значно відрізняється від його реальної біографії.
У фільмі не згадано, що в Неша, до знайомства з Алісією Лард, був тривалий роман. Знайома медсестра Джона Елеанор Стир 19 червня 1953 народила від нього сина Джона Девіда Стира. Джон кинув її, як тільки дізнався про вагітність. Стосунки з Алісією також здебільшого вигадані. У фільмі не згадується про їхнє розлучення (1963), а також про те, що в 1970 році вони знову зійшлися, Неш жив у будинку в Алісії просто як її добрий знайомий, винаймаючи кімнату аж до 1994 року. При цьому увага та допомога колишньої дружини дійсно сприяли його частковому одужанню. 2001 року вони повторно одружилися.
Барвисто зображені галюцинації у вигляді людей, що роками переслідували хворого, не відповідають спогадам самого Неша. Він згадував тільки про голоси — візуально ці образи перед ним не виникали. Окрім того, розлади розпочалися не під час навчання в коледжі, як показано у фільмі, а значно пізніше. Також насправді Неш провів свої роки між Принстоном і Массачусетським технологічним інститутом, працюючи консультантом у корпорації RAND, тоді як у фільмі він працює на Пентагон.
Події, показані в завершальних епізодах фільму, — церемонії вручення ручок у Принстоні й Нобелівської промови лауреата, у якій він особливо відзначив заслуги своєї колишньої дружини Алісії Лард, — насправді не відбувалися. Традиції з врученням ручок в університеті насправді не існує. Також Неша було позбавлено можливості прочитати Нобелівську лекцію в Стокгольмському університеті, оскільки організатори побоювалися за його стан здоров'я. Замість цього було організовано семінар (за участю лауреата), на якому обговорювався його внесок до теорії ігор.
Пізніше Говард заявив, що вони додали згадку про новітні нейролептики під час діалогу в їдальні (хоча до того моменту Неш уже не приймав ліків), щоб фільм не створював враження можливості подолання шизофренії без лікування. Документальний фільм телевізійної мережі Служби суспільного мовлення «Блискуче божевілля» намагається зобразити його життя якнайточніше.
Мало хто з персонажів фільму, окрім Джона й Алісії Неш, існували насправді. Міркування з приводу рівноваги Неша були названі критиками занадто спрощеними.
У фільмі показано, що під час навчання в аспірантурі Джон не захоплювався іграми, тоді як фактично, згідно з біографією Сильвії Назар, він часто грав і навіть створив нову гру під назвою «Джон» або «Неш». Вона була дещо схожою на го, але квадратні поля стали шестикутними. Сцену, у якій Неш винаходить гру та показує її своїм друзям, було вирізано з остаточної версії фільму.
У фільмі Неш приєднується до Лабораторії Вілера в Массачусетському технологічному інституті, але такої лабораторії не існує. Насправді він був призначений «викладачем імені Клеренса Лемюеля Еліші Мура». 1947 року теорію потрійної спіралі ще не було запропоновано, її розробляли упродвж 1950-х, а формально 1952 року її запропонував Лайнус Полінг.
Рон Говард в інтерв'ю так коментував реалістичність фільму:

«Моїм завданням було дозволити глядачеві «заглянути» в голову персонажа. Я запозичив деякі цікаві ідеї з біографії Тесли — він міг візуально уявити собі свої винаходи, уявити собі їх аж до деталей, помацати й навіть побачити проблеми, які могли виникнути при їх реалізації.»